# Sheriff of London Charity Shield
Der Sheriff of London Charity Shield war ein jährlich stattfindender Sportwettbewerb, der von 1898 bis 1907 in England zwischen der besten Fußballprofimannschaft und der besten Fußballamateurmannschaft ausgetragen wurde. Das erste Spiel fand am 19. März 1898 statt und wurde 1908 vom FA Community Shield abgelöst. Das Zuschauergeld wurde meist für gute Zwecke verwendet. In den 1930er und 1960er wurde der Wettbewerb erneut ausgetragen.

## Liste der Gewinner
- 1898 Corinthian FC und Sheffield United geteilt
- 1899 Aston Villa und FC Queen’s Park geteilt
- 1900 Corinthian FC
- 1901 Aston Villa
- 1902 Tottenham Hotspur
- 1903 FC Sunderland
- 1904 Corinthian
- 1905 The Wednesday
- 1906 FC Liverpool
- 1907 Newcastle United

- 1931 FC Arsenal
- 1933 FC Arsenal
- 1934 Tottenham Hotspur
- 1965 FC Arsenal
- 1966 FC Arsenal